# Lardero
Lardero est une commune de la communauté autonome de La Rioja, en Espagne.

## Démographie
| 1900  | 1910  | 1920  | 1930  | 1940  | 1950  | 1960  | 1970  | 1981  |
| ----- | ----- | ----- | ----- | ----- | ----- | ----- | ----- | ----- |
| 1 065 | 1 097 | 1 153 | 1 229 | 1 326 | 1 408 | 1 747 | 2 008 | 2 552 |

| 1991  | 2001  | 2010  | - | - | - | - | - | - |
| ----- | ----- | ----- | - | - | - | - | - | - |
| 3 016 | 4 198 | 8 679 | - | - | - | - | - | - |

## Administration

### Conseil municipal
La ville de Lardero comptait 10 500 habitants aux élections municipales du 26 mai 2019. Son conseil municipal (en espagnol : Pleno del Ayuntamiento) se compose donc de 17 élus.
| Parti | Parti                                    | Voix  | %       | Élus   |
| ----- | ---------------------------------------- | ----- | ------- | ------ |
|       | Parti populaire (PP)                     | 1 591 | 33,53 % | 6 / 17 |
|       | Parti socialiste ouvrier espagnol (PSOE) | 1 448 | 30,52 % | 6 / 17 |
|       | Ciudadanos (C's)                         | 735   | 15,49 % | 3 / 17 |
|       | Partido Riojano (PR+)                    | 422   | 8,89 %  | 1 / 17 |
|       | Unidas Podemos                           | 317   | 6,68 %  | 1 / 17 |
|       | Vox                                      | 232   | 4,89 %  | 1 / 17 |

### Liste des maires
| Mandat    | Maire | Maire                   | Parti                   |
| --------- | ----- | ----------------------- | ----------------------- |
| 1979-1983 |       | Santiago Saenz Gonzalez | Agrupación de electores |
| 1983-1987 |       | ?                       | AP                      |
| 1987-1991 |       | ?                       | PP                      |
| 1991-1995 |       | ?                       | PP                      |
| 1995-1999 |       | ?                       | PP                      |
| 1999-2003 |       | ?                       | PP                      |
| 2003-2007 |       | ?                       | PP                      |
| 2007-2011 |       | José Antonio Elguea     | PP                      |
| 2011-2015 |       | José Antonio Elguea     | PP                      |
| 2015-2019 |       | José Antonio Elguea     | PP                      |
| 2019-2023 |       | Manuel Vallejo          | PP                      |